# Kojva
Kojva (rusky Койва) je řeka v Permském kraji v Rusku. Je dlouhá 180 km. Plocha povodí měří 2 250 km².

## Průběh toku
Protéká Středním Uralem v úzké dolině mezi příkrými svahy. Ústí zprava do Čusovaji (povodí Kamy) na 66 říčním kilometru.

## Vodní režim
Zdrojem vody jsou převážně sněhové srážky. Průměrný roční průtok vody u vesnice Fedotovka ve vzdálenosti 65 km od ústí činí přibližně 15 m³/s.

## Využití
Je splavná pro vodáky. V povodí řeky byly v roce 1829 poprvé v Rusku nalezeny diamanty.